# نظام ألعاب كومودور 64

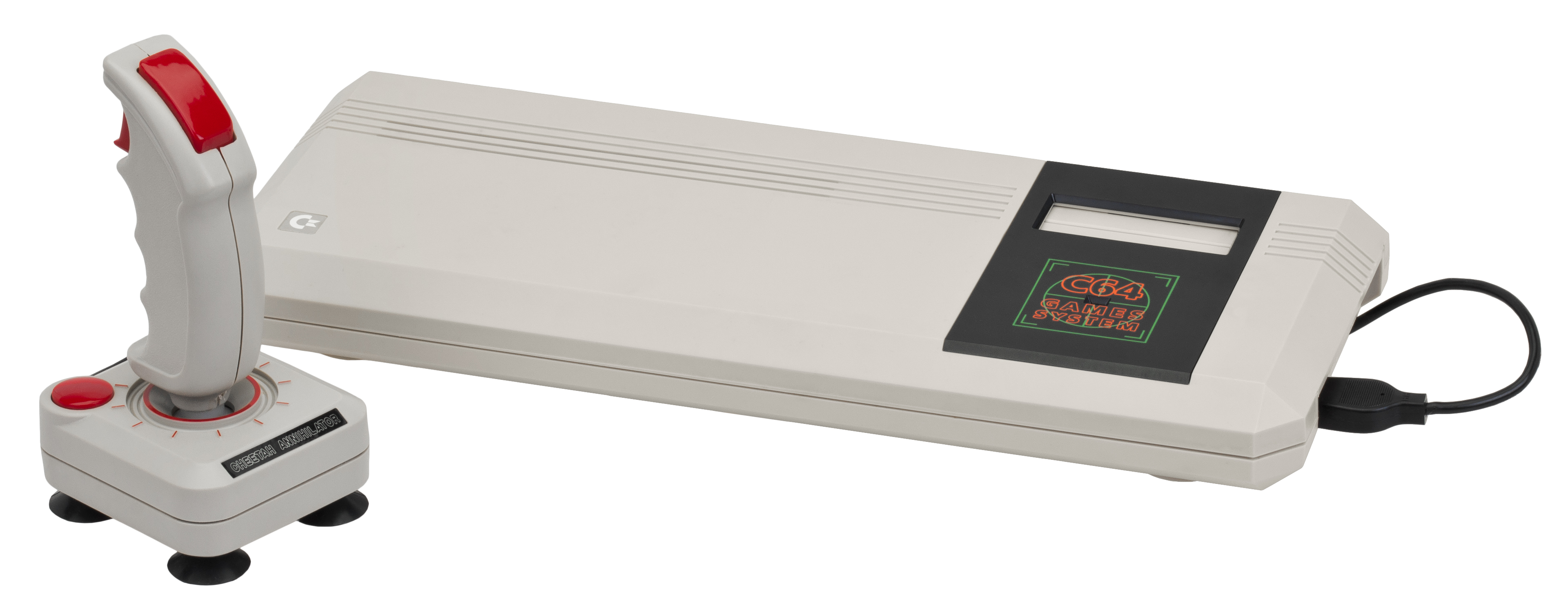
جهاز كومودر 64 نظام ألعاب

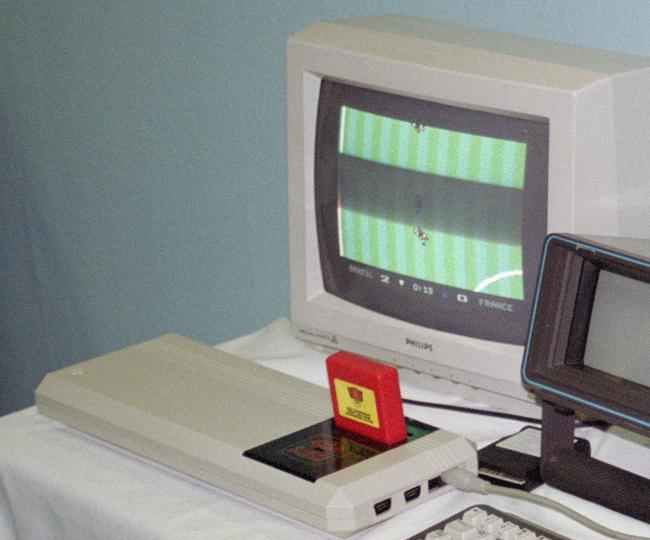
جهاز كومودور 64 نظام ألعاب أثناء التشغيل

نظام ألعاب كومودور 64 أو كومودور 64 غيمز سيستم (بالإنجليزية: Commodore 64 Games System)‏ ، هي نظام تشغيل المخصص للألعاب الفيديو ، بدأت نشاطها عام 1985م ، وأنتجت بعض ألعاب الفيديو المرخصة مثل نيو سيلز و روبو كوب 2 وغير ذلك ، وأعلنت إفلاسها في شهر ديسمبر عام 1990م ، وذلك بسبب قوة التنافس بين نظامي سيجا و نينتندو في ذلك الوقت.

## مصدر
1. ↑  "Retro Treasures: Commodore 64 GS". retro-treasures.blogspot.se. 7 يونيو 2013. مؤرشف من الأصل في 2017-12-25. اطلع عليه بتاريخ 2013-06-16.

## وصلات خارجية
- "The C64 Console!" / "Inside the future: The C64GS" – By Ed Stu, Zzap 64 magazine, issue 66, October 1990
- The Commodore C64 Games System – Photos and information from Bo Zimmermann's collection
- 8Bit-Homecomputermuseum – Nice pictures of the C64GS